# Elasticiteitsleer
Elasticiteitsleer is een discipline van de vervormingsleer als bijzonder geval van de sterkteleer.

## Omschrijving
De elasticiteitsleer houdt zich bezig met de studie van elastische vervormingen. Zij bestudeert de samenhang tussen de belasting (uitwendige krachten) en de vormveranderingen (inwendige krachten).
Elastische vervormingen zijn vervormingen die omkeerbaar zijn, dus die weer verdwijnen als de kracht die ze teweegbrengt opnieuw wegvalt. Dit staat dan in tegenstelling tot plastische vervormingen, die blijvend zijn.
 
Elementen van de elasticiteitsleer zijn de elasticiteitsmodulus, de wet van Hooke, de coëfficiënt van Poisson. Verder zijn er de betrekkingen en vergelijkingen van Gabriel Lamé, de ellipsoïde van Lamé, de betrekkingen van Beltrami, de cirkel van Mohr.
De elasticiteitsleer is van groot belang in de techniek, omdat de meeste voorkomende vervormingen in echte constructiedelen elastisch zijn. Zo levert de elasticiteitsleer de grondslag voor statische berekeningen van gebouwen en bruggen, maar ook van dynamische berekeningen van bewegende machinedelen of thermische uitzetting in motoren en andere machines.
De elastische vervorming in balken (bijv. I, U of H profielen) kan berekend worden met balktheorie. Voor de vervorming in onderdelen met ingewikkeldere geometrie kan gebruik gemaakt worden van de Eindige-elementenmethode (EEM).